# الكرمة (القيروان)
الكَرْمَة قرية تقع في معتمدية الشبيكة بولاية القيروان من الوسط التونسي. ترقيمها البريدي هو 3133، وهي مركز عمادة. هي قرية فلاحية ترتكز على زراعة الحبوب و الخضروات مثل الفلفل و الطماطم و غراسة أشجار الزيتون و اللوز و تمتاز أيضا بتربية المواشي و هو بالاساس مصدر رزق متساكينيها. رغم مناخها الجاف و قلة الموارد المائية فهي تعتبر من الأوائل التي تساهم في إنعاش اقتصاد ولاية القيروان
1. ↑  "المناطق الترابية (العمادات) حسب الولايات والمعتمديات". اطلع عليه بتاريخ 2024-11-30.